# Georges Louis Victor Laurent
Pour les articles homonymes, voir Laurent.
Georges Louis Victor Laurent (Rouen, 21 octobre 1873 - Paris 15e, 21 janvier 1953) est un officier de marine français. 

## Biographie
Il entre à l'École navale en octobre 1889 et en sort aspirant de 2e classe en août 1891. Aspirant de 1re classe (octobre 1892), il sert à l'escadre du Levant sur le cuirassé Neptune et est promu enseigne de vaisseau en février 1895. Il passe alors sur le croiseur Coëtlogon en escadre du Nord. 
En 1898, il est breveté fusilier et part pour l'Extrême-Orient. Il fait campagne au Tonkin et en Chine sur le croiseur Pascal et est blessé lors de combats en Chine. 
Lieutenant de vaisseau (mai 1901), il est chargé en 1902-1903 de l'artillerie sur le cuirassé Charlemagne et est breveté canonnier en 1904. Il participe alors à une nouvelle campagne en Extrême-Orient sur le croiseur cuirassé Dupetit-Thouars puis commande en 1908-1909 une compagnie d'apprentis à l’École de canonnage. 
En 1910, il est diplômé de l'École supérieure de la Marine et devient officier de manœuvre sur le cuirassé Carnot (1911). En 1912, il est nommé adjoint au professeur de tactique et de stratégie à l’École supérieure de la Marine. 
Il commande en 1913-1914 le torpilleur Fourche puis sert à l'état-major de la 1re escadre (1914-1915) puis à l’État-major général (1916). 
Capitaine de frégate (avril 1916), chef du Service des patrouilles maritimes à la Direction générale de la guerre sous-marine, il commande en 1917 le Téméraire et la 1re escadrille de chasseurs de sous-marins de Bretagne, enseigne la tactique et la stratégie à l’École supérieure de marine (1920) et est nommé capitaine de vaisseau en janvier 1921. 
En 1922-1923, il commande le contre-torpilleur Amiral-Senès et la flottille de torpilleurs de l'escadre de Méditerranée puis est de nouveau professeur à l’École de guerre et au Centre des hautes études navales de 1925 à 1927.
Contre-amiral (janvier 1928), major général à Cherbourg (1928), il commande la division navale du Levant et obtient pour cela des appréciations élogieuses du ministre des Affaires étrangères. 
Vice-amiral (mai 1931), préfet maritime de Brest (août 1932), il prend sa retraite en octobre 1935 et est élu à l'Académie de marine en mai 1936. 

## Distinctions
- Grand officier de la Légion d'honneur (30 décembre 1933)
  -  Commandeur de la Légion d'honneur (12 janvier 1929)
  -  Officier de la Légion d'honneur (15 août 1918)
  -  Chevalier de la Légion d'honneur (30 décembre 1905)